# Clarkia cylindrica
Clarkia cylindrica är en dunörtsväxtart som först beskrevs av Jepson, och fick sitt nu gällande namn av H.F. och Margaret Ensign Lewis. Clarkia cylindrica ingår i släktet clarkior, och familjen dunörtsväxter.

## Underarter
Arten delas in i följande underarter:
- C. c. clavicarpa
- C. c. cylindrica